# Théophile Ahoua N'Doli
Théophile Ahoua N'Doli (né [Quand ?] à Bongouanou dans l'Est de la Côte d'Ivoire) est un économiste, banquier et haut fonctionnaire ivoirien. Il a été ministre du Plan, de l'Industrie et du Tourisme de Côte d'Ivoire de janvier 1996 à décembre 1999, sous la présidence d'Henri Konan Bédié (gouvernements de Daniel Kablan Duncan II et III).

## Biographie
Né dans les années 1940 à Bongouanou, Théophile Ahoua N'Doli a commencé sa carrière dans la banque, à partir de 1977. Il a travaillé à la Banque centrale des États de l'Afrique de l'Ouest (BCEAO) de 1982 à 1990, puis à nouveau de 2000 à 2008.
Membre du Parti démocratique de Côte d'Ivoire (PDCI) et proche de Daniel Kablan Duncan, il a été directeur de cabinet de plusieurs ministères, d'abord de 1990 à 1995, puis de 2012 à 2017 (Gouvernement Duncan IV).
En janvier 1996, il a été nommé ministre du Plan, de l'Industrie et du Tourisme dans le gouvernement de Daniel Kablan Duncan, poste qu'il a occupé jusqu'au renversement d'Henri Konan Bédié par un coup d'état militaire le 24 décembre 1999.
Le 14 juillet 2017, il a été nommé Inspecteur Général d'État par le président Alassane Ouattara.
Il est l'auteur d'un ouvrage en 2 tomes, Le Réveil de l'éléphant d’Afrique, paru en 2017 aux éditions L'Harmattan.